# Келси-Ли Барбер
Келси-Ли Барбер (енгл. Kelsey-Lee Barber, девојачко Робертс (енгл. Roberts); Источни Лондон, 20. септембар 1991.) аустралијска је атлетичарка која се такмичи у бацању копља. Освојила је злато на Светским првенствима 2019. и 2022.

## Приватно
Келси Робертс је рођена у источном Лондону у Јужној Африци, њена породица се преселила у Аустралију 2000.
Породица Робертс је стигла у Аустралију током Олимпијских игара у Сиднеју и скрасили су се Корјонгу у Викторији. Њен ујак и тетка су имали фарму млека, а Келси се такмичила у атлетици на школским такмичењима. Из Корјонга се преселила у Канберу 2007. године и почела озбиљније да се бави атлетиком. Већ са 17 година победила је у бацању копља на Пацифичким школским играма у Канбери.
Удала се за свог тренера Мајка Барбера после Игара Комонвелта 2018. и од тада се такмичи под презименом Барбер.

## Каријера у атлетици
Барбер је наступила је на Светском првенству 2015. у Пекингу, али без пласмана у финале. Повреда леђа почетком 2016. пореметила је њену припрему за Олимпијске игре 2016., па је тамо завршила на 28. месту у квалификацијама.
Барбер је имала преломну сезону 2017. Постигла је три узастопна лична рекорда на такмичењима у Туркуу, Лозани и Лондону. На Светском првенству у финалу је завршила на 10. месту.
Барбер је освојила злато на атлетском првенству Океаније 2019. са личним рекордом и шампионским рекордом у бацању копља од 65,61 м. На митингу у Луцерну у јулу поправила је свој лични рекорд, бацивши 67,70 м. Освојила је златну медаљу на Светском првенству 2019. са 66,56 м у последњем покушају.
Барбер је освојила бронзу у финалу на Олимпијским играма 2020. у Токију, бацивши 64,56 метара.
На Светском првенству у атлетици 2022. Барбер је освојила златну медаљу, чиме је постала прва бацачица копља која је икада одбранила титулу на Светском првенству.

## Међународна такмичења
| Година                    | Такмичење                 | Место                           | Позиција                  | Дисциплина                | Резултат                  | Белешка                   |
| Представљајући Аустралију | Представљајући Аустралију | Представљајући Аустралију       | Представљајући Аустралију | Представљајући Аустралију | Представљајући Аустралију | Представљајући Аустралију |
| ------------------------- | ------------------------- | ------------------------------- | ------------------------- | ------------------------- | ------------------------- | ------------------------- |
| 2014                      | Игре Комонвелта           | Глазгов, Уједињено Краљевство   | 3.                        | Бацање копља              | 62.95 м                   |                           |
| 2015                      | Светско првенство         | Пекинг, Кина                    | 20.                       | Бацање копља              | 60.18 м                   |                           |
| 2016                      | Олимпијске игре           | Рио де Жанеиро, Бразил          | 28.                       | Бацање копља              | 55.25 м                   |                           |
| 2017                      | Светско првенство         | Лондон, Уједињено Краљевство    | 10.                       | Бацање копља              | 60.76 м                   |                           |
| 2018                      | Игре Комонвелта           | Гоулд Коуст, Аустралија         | 2.                        | Бацање копља              | 63.89 м                   |                           |
| 2019                      | Светско првенство         | Доха, Катар                     | 1.                        | Бацање копља              | 66.56 м                   |                           |
| 2021                      | Олимпијске игре           | Токио, Јапан                    | 3.                        | Бацање копља              | 64.56 м                   |                           |
| 2022                      | Светско првенство         | Јуџин, САД                      | 1.                        | Бацање копља              | 66.91 м                   |                           |
| 2022                      | Игре Комонвелта           | Бирмингем, Уједињено Краљевство | 1.                        | Бацање копља              | 64.43 м                   |                           |
| 2023                      | Светско првенство         | Будимпешта, Мађарска            | 7.                        | Бацање копља              | 61.19 м                   |                           |
| 2024                      | Олимпијске игре           | Париз, Француска                | 26.                       | Бацање копља              | 57.73 м                   |                           |